# جبل موريا

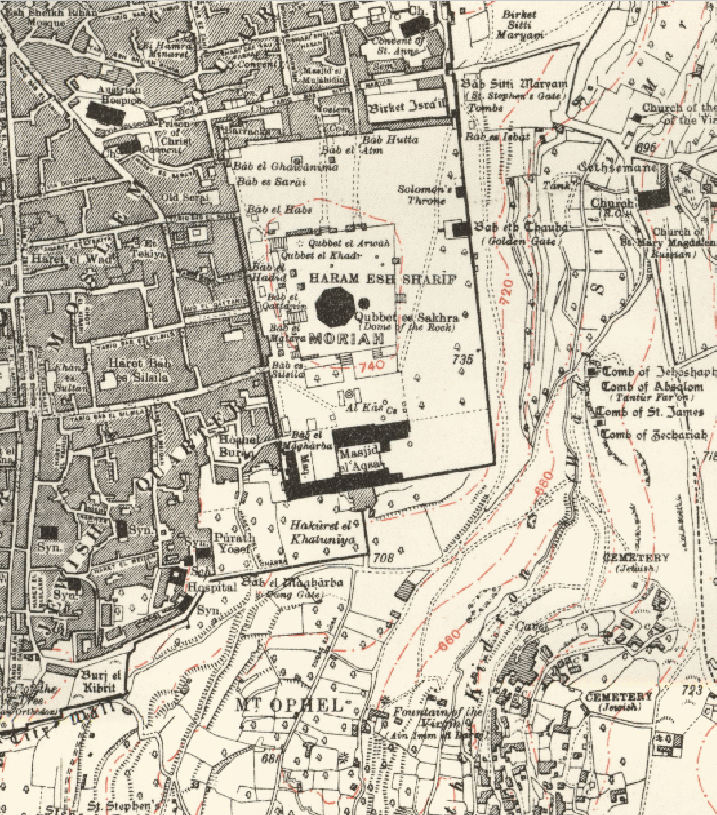
خريطة للقدس عام 1925 توضح موقع جبل موريا حسب مصادر يهودية

جبل موريا أو جبل مروة هو الاسم الذي أُطلق على منطقة جبلية في سفر التكوين، حيث يقال إن إبراهيم قد تم ربط إسحاق. يحدد اليهود المنطقة المذكورة في سفر التكوين والجبل المحدد الذي يقال أن القرابين حدثت فيه مع «جبل موريا»، المذكور في سفر أخبار الأيام على أنه المكان الذي يقال إن هيكل سليمان قد بني فيه، وكلاهما يتم تحديد المواقع أيضًا مع جبل الهيكل الحالي في القدس. من ناحية أخرى، فإن التوراة السامرية تنقل صوتًا المكان المذكور لتجليد إسحاق باسم موريه، وهو اسم للمنطقة القريبة من نابلس الحديثة. يعتقد السامريون أن قرب التضحية قد حدث بالفعل على جبل جرزيم بالقرب من نابلس في الضفة الغربية.